# Can Fabes
Can Fabes var en restaurang belägen i Sant Celoni, Katalonien, Spanien. Chef var Santi Santamaria, som var den första katalanska kocken någonsin att få tre Michelinstjärnor. Santamaria har varit ordförande för Relais Gourmands och vice ordförande i Relais & Châteaux (2003-2006). Can Fabes var medlem i Relais & Châteaux från 1989. Lokalerna har tillhört Santamarias familj i 200 år, och Santi Santamaria är själv född där.
Can Fabes öppnade 1981 som en informell bistro och serverade måltider till bönder som kom till den lokala marknaden. Den fick sin första Michelinstjärna 1988 och den andra 1990. Från 1994 till 2011 hade den tre Michelinstjärnor. Restaurangen stängde 2013, två år efter det att Santamaria avlidit i en hjärtinfarkt. Can Fabes hade vid stängningen två Michelinstjärnor.
Restaurangen utnämndes till den 31:a bästa restaurangen i hela världen efter en omröstning i Restaurant (magazine) Top 50 2008.